# Eighties
Eighties (engelska: "80-tal", här syftande på 1980-talet) är ett svenskt TV-program från 2012, och en spinoff-variant på de tidigare Sixties och Seventies. Serien sändes i SVT och behandlar 1980-talets populärmusik.

## Avsnitt
- 1980 (sändes 8 juni 2012) Tema: Synth eller hårdrock
- 1981 (sändes 15 juni 2012) Tema: Kim Wilde och MTV
- 1982 (sändes 22 juni 2012) Tema: Boy George och Adam Ant
- 1983 (sändes 29 juni 2012) Tema: New Order och Cyndi Lauper
- 1984 (sändes 6 juli 2012) Tema: Frankie Goes to Hollywood och pudelrock
- 1985 (sändes 13 juli 2012) Tema: Live Aid och Howard Jones
- 1986 (sändes 20 juli 2012) Tema: Eurythmics och Samantha Fox
- 1987 (sändes 17 augusti 2012) Tema: Kylie Minogue och Rick Astley
- 1988 (sändes 24 augusti 2012) Tema: Roxette, Europe och Bangles
- 1989 (sändes 31 augusti 2012) Tema: Elektronisk dansmusik och superstjärnor